# Hebeloma domardianum
Hebeloma domardianum är en svampart som först beskrevs av René Charles Maire, och fick sitt nu gällande namn av Beker, U. Eberh. & Vesterh. 2005. Enligt Catalogue of Life ingår Hebeloma domardianum i släktet fränskivlingar,  och familjen Strophariaceae, men enligt Dyntaxa är tillhörigheten istället släktet fränskivlingar,  och familjen buktryfflar. Artens status i Sverige är: Ej påträffad. Inga underarter finns listade i Catalogue of Life.